# Safiye Sultan
Titres
Favorite du sultan ottoman
7 décembre 1583 – 15 janvier 1595
11 ans, 1 mois et 8 jours
3e Sultane Validé
15 janvier 1595 – 22 décembre 1603
8 ans, 11 mois et 7 jours
Safiye Sultan (vers 1550 † 1618 ou 1619) était la favorite du sultan ottoman Mourad III. Elle fut l'une des figures les plus influentes durant le sultanat des femmes.

## Origines
Le personnage de Safiye ayant été confondu avec celui de sa belle-mère Nur-Banu jusqu'au XIXe siècle, elle est parfois présentée comme une Vénitienne, membre de la famille Baffo. Il semble qu'elle ait été en réalité d'origine albanaise, née sur les hauts-plateaux de Dukagiin.
En 1563, à l'âge de 13 ans, elle fut capturée et réduite en esclavage puis offerte au prince Mourad par Hümaşah, petite-fille du sultan Soliman. Le nom de Safiye ("celle qui est pure") lui fut attribué et elle devint une concubine de Mourad, le fils aîné du sultan Selim II. Le 26 mai 1566, elle donna naissance à un fils, le futur Mehmed III, l'année où Soliman le Magnifique mourut.

## Unique concubine du prince héritier
Safiye n'était qu'une concubine de Mourad avant son accession au trône mais cette relation monogame perdura pendant de longues années. Décrite comme une jolie femme mais surtout intelligente et sage, elle conquit la gratitude du sultan et exerça sur lui une influence constante, en particulier après la mort de Nûr Bânû, en décembre 1583 et malgré la polygamie du sultan. Pendant les dernières années de vie de Mourad, Safiye redevint sa seule compagne. Il est toutefois peu probable qu'elle l'ai épousé, bien que l'historien ottoman Mustafa Ali la cite comme telle : il est contredit par les rapports des ambassadeurs vénitiens et anglais.
Ils eurent de nombreux enfants ensemble, dont quatre seulement atteignirent l'âge adulte : Mehmed, Hümaşa, Fatma et Mahmoud.
- Mehmed III
- Şehzade Mahmud (1568 – † 1581)
- Hümaşah Sultane (1565 – † 1626?), marié en 1584 à Nisar Mehmed Pacha (décédé en 1586);(En 2015 dans la série TV Historique Turque: Muhteşem Yüzyıl: Kösem, Hümaşah Sultan est jouée par l'actrice Turque Vildan Atasever.)
- Ayşe Sultane (1570 – † 15 mai 1605), qui épousa en premières noces Ibrāhīm Pacha, en secondes noces Yemişçi Hassan Pacha et en troisièmes noces Güzelce Mahmud Pacha
- Fatma Sultane (1577 – † 1620), qui épousa en premières noces Halil Pacha et en secondes noces Hızır Pacha.
- Mihrimah Sultane

## Favorite du sultan
En 1574, Selim II mourut et Mourad devint sultan sous le nom de Mourad III. Il partit alors pour Constantinople avec sa mère et sa favorite pour s'installer dans le Palais de Topkapi. Mais, en 1581, le prince Mahmud, un des fils de Mourad et de Safiye, mourut et il ne resta qu'un seul survivant mâle parmi les enfants de Mourad, le prince Mehmed, alors âgé de 15 ans et dont la capacité à produire des héritiers n'avait pas encore été éprouvée. La sultane validé tenta alors de pousser son fils à multiplier les relations pour la survie de la dynastie mais en vain dans un premier temps. On accusa alors Safiye d'avoir ensorcelé le sultan, ce qui valut à ses servantes d'être torturées : certaines furent jetées dans le Bosphore, d'autres bannies à Rhodes ou d'autres îles, d'où elles sortirent plus tard pour épouser des fourriers ou des écuyers tranchants.Ce n'est que sur l'insistance de sa mère, Nûr Bânû, décidément préoccupée par la continuité dynastique, que Mourad III commença à avoir d'autres concubines, après 18 ans de fidélité à la seule Safiye.
En 1583, Esmehan, la sœur de Mourad III, lui présenta deux esclaves, dont l'une était hongroise, danseuse consommée et plus vive et plus adroite que belle. Celle-ci affaiblit pour quelque temps l'image de Safiye dans l'esprit du sultan et partagea avec elle la couche et la domination du souverain.
Les rapports vénitiens indiquent que malgré une certaine amertume, Safiye ne manifesta aucune jalousie aux concubines de Mourad et lui en offrit même plusieurs, gagnant ainsi la gratitude du sultan, qui continua à la valoriser et à la consulter sur des affaires politiques. Lorsque par la suite, Mourad prit goût au changement au point de faire se succéder en une nuit deux ou trois femmes dans son lit, Safiye, mère de son premier né Mehmed, reprit les choses en main et le remit sur le chemin de la monogamie.
102 enfants naquirent de ces différentes relations, dont 47 étaient toujours en vie à la mort de Mourad III, 20 garçons et 27 filles.

## Mère du sultan
Safiye maintint toujours un fort ascendant sur Mourad III et fut l'une des figures politiques les plus importantes au sein de la Porte, y compris après la mort de Mourad III,en 1595, lorsqu'elle devint à son tour sultane validé. Elle conserva l'attitude particulièrement favorable à Venise initiée par sa belle-mère, la Vénitienne. Jusqu'à la mort de son fils en 1603, la politique ottomane fut déterminée par un parti guidé par elle-même et par Gazanfer Aga, chef des eunuques blancs et chef de l'Enderûn (le service intérieur de la cour impériale).
Pendant que Mehmed III était pris par la campagne d'Eger en Hongrie en 1596, il attribua à sa mère un grand pouvoir sur l'empire en lui donnant la charge de trésorière. Elle convainquit son fils de nommer Ibrāhīm Pacha grand vizir.
La plus grande crise que dut affronter Safiye eut pour cause son employée kira, Esperanza_Malchi (en). Une kira était une femme non musulmane (typiquement juive), qui servait d'intermédiaire entre les femmes isolées au harem et le monde extérieur, sorte d'agent d'affaires et secrétaire. En 1600, la cavalerie impériale se rebella à l'influence de Malchi et de son fils, qui avait accumulé plus de 50 millions d'aspers. Safiye fut tenue responsable de cette situation et Malchi et son fils furent tués par les soldats.
Le rôle de Safiye fut par ailleurs déterminant dans l'exécution de son petit-fils Mahmud en 1603, lorsqu'ayant intercepté un message envoyé à la mère d'une voyante religieuse, qui prédisait que Mehmed III serait mort dans les 6 mois et que son fils lui succèderait. Le sultan, soupçonnant un complot et jaloux de la popularité de son fils, l'étrangla.
Ahmed Ier succéda à Mehmed III en 1603. L'une de ses premières décisions fut de priver sa grand-mère de son pouvoir et de la bannir au Vieux Palais, le 9 janvier 1604.

## Exil et mort
Safiye mourut entre octobre 1618 et octobre 1619, sous le règne de son arrière-petit-fils Osman II.
Elle est enterrée dans la mausolée de Mourad III, dans la basilique Sainte-Sophie.
Elle fut à l'origine de la construction de la mosquée Yeni Valide, complétée près d'un siècle plus tard.